# Franz Holler (Politiker)
Franz Holler (* 2. Juni 1902 in Ems; † nach 1950) war ein deutscher Politiker (LDP). Er war von 1946 bis 1947 Landtagsabgeordneter in Sachsen-Anhalt.

## Leben
Holler studierte Wirtschaftswissenschaft und Maschinenbau; anschließend arbeitete er als Ingenieur. Zwischen 1941 und 1945 gehörte Holler der Wehrmacht an. Nach Kriegsende trat er in Köthen der LDP bei und wurde Vorsitzender der LDP im Kreis Köthen; außerdem gehörte er dem Bezirks- und dem Provinz- bzw. Landesvorstand der LDP an. 1946 kritisierte er im Wahlkampf zu den Kommunalparlamenten und zum Landtag die Umgestaltung der Wirtschaft; seiner Meinung nach sollten nur Kriegsverbrecher enteignet werden. Im Oktober 1946 wurde er in den Landtag von Sachsen-Anhalt gewählt, dort arbeitete er im sozialpolitischen Ausschuss und im Wirtschaftsausschuss mit; auch dort setzte er sich gegen die Enteignung von Unternehmern ein. Im Rahmen einer Landtagssitzung am 6. November 1947 sprach er für die LDP gegen die Verstärkung der Wirtschaftsplanung; daraufhin wurde ihm seitens der SED im Plenum vorgeworfen, er würde die SMAD-Befehle sabotiere und es wurde gedroht, dass man „das alles im Laufe der Zeit abstellen“ würde. Der Landtagspräsident Bruno Böttge (SED) verhinderte die Attacken nicht; stattdessen verteidigte er das Verhalten der SED-Abgeordneten. Als Holler Böttge daraufhin scharf kritisierte, wollten einige SED-Abgeordnete den Saal verlassen; Böttge sagte daraufhin, die Aufregung sei unnötig, da man Holler ermöglichen müsse, „seine verschiedenen Komplexe abzureagieren“.
Schon vor der nächsten Landtagssitzung floh Holler nach Westdeutschland und schied aus dem Landtag aus. Im August 1948 wurde er Bürgermeister von Witzenhausen; als solcher beantragte er erfolglos beim Staatsgerichtshof Staatsgerichtshof des Landes Hessen, die Strafverfolgung gegen den KPD-Landtagsabgeordneten Oskar Müller zu erzwingen sowie die KPD Hessen zu einer verbrecherischen Organisation zu erklären.